# Iglesia católica y la Era de los Descubrimientos

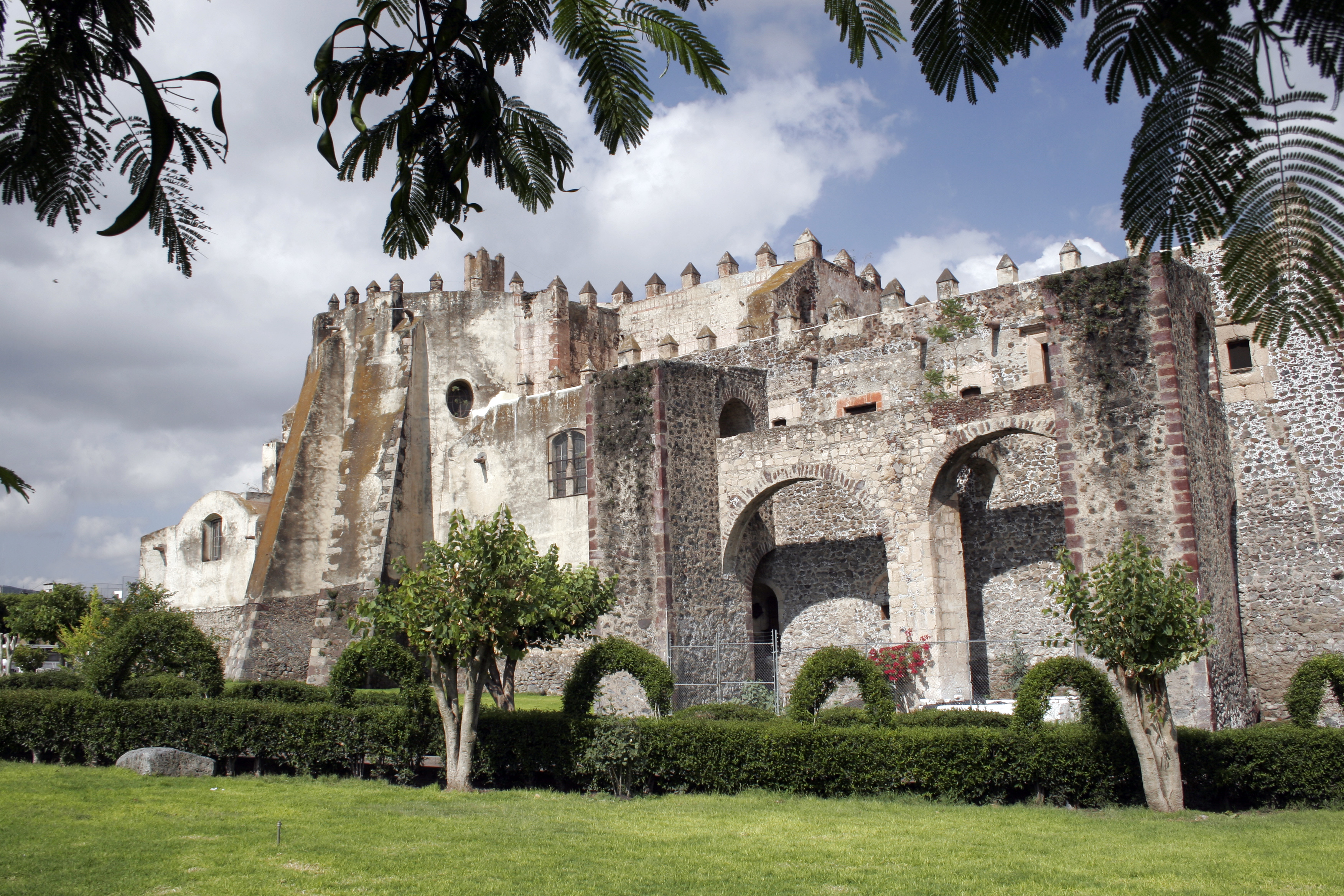
El convento de San Agustín, centro misionero establecido en Yuriria (México) en 1550.

La Iglesia Católica durante la Era de los Descubrimientos inauguró un gran esfuerzo para extender el Cristianismo en el Nuevo Mundo y convertir a los  pueblos indígenas de las Américas y otros pueblos indígenas. El esfuerzo evangélico fue una parte importante y una justificación de las conquistas militares de potencias europeas como Portugal, España, e Francia. Las  misiones cristianas a los pueblos indígenas iban de la mano de los esfuerzos coloniales de las naciones católicas. En América y otras colonias de Asia y África, la mayoría de las misiones fueron dirigidas por órdenes religiosas como los franciscanos, dominicos,  agustinos y jesuitas. En México, la temprana y sistemática evangelización por parte de  órdenes mendicantes llegó a conocerse como la "Conquista Espiritual de México".
Antonio de Montesinos, un fraile dominico de la isla de La Española, fue el primer miembro del clero en denunciar públicamente todas las formas de esclavitud y opresión de los  pueblos indígenas de las Américas. Teólogos como Francisco de Vitoria y Bartolomé de las Casas elaboraron bases teológicas y filosóficas para la defensa de los derechos humanos de las poblaciones nativas colonizadas, creando así las bases del derecho internacional, regulador de las relaciones entre naciones. La carta eclesiástica Pastorale officium y la encíclica Sublimis Deus fueron importantes documentos eclesiásticos contemporáneos en los que se adoptaba una postura firme contra la esclavización o el despojo de los  pueblos indígenas de América.
En los primeros años, la mayor parte del trabajo misionero corrió a cargo de las órdenes religiosas. Con el tiempo se pretendió establecer una estructura eclesiástica normal en las zonas de misión. El proceso comenzó con la formación de jurisdicciones especiales, conocidas como  prefecturas apostólicas y  vicariatos apostólicos. Con el tiempo, estas iglesias en desarrollo pasaron a tener un estatus diocesano regular con el nombramiento de un obispo local. Tras la descolonización, este proceso se aceleró a medida que las estructuras eclesiásticas se modificaban para reflejar las nuevas realidades político-administrativas.

## Antecedentes

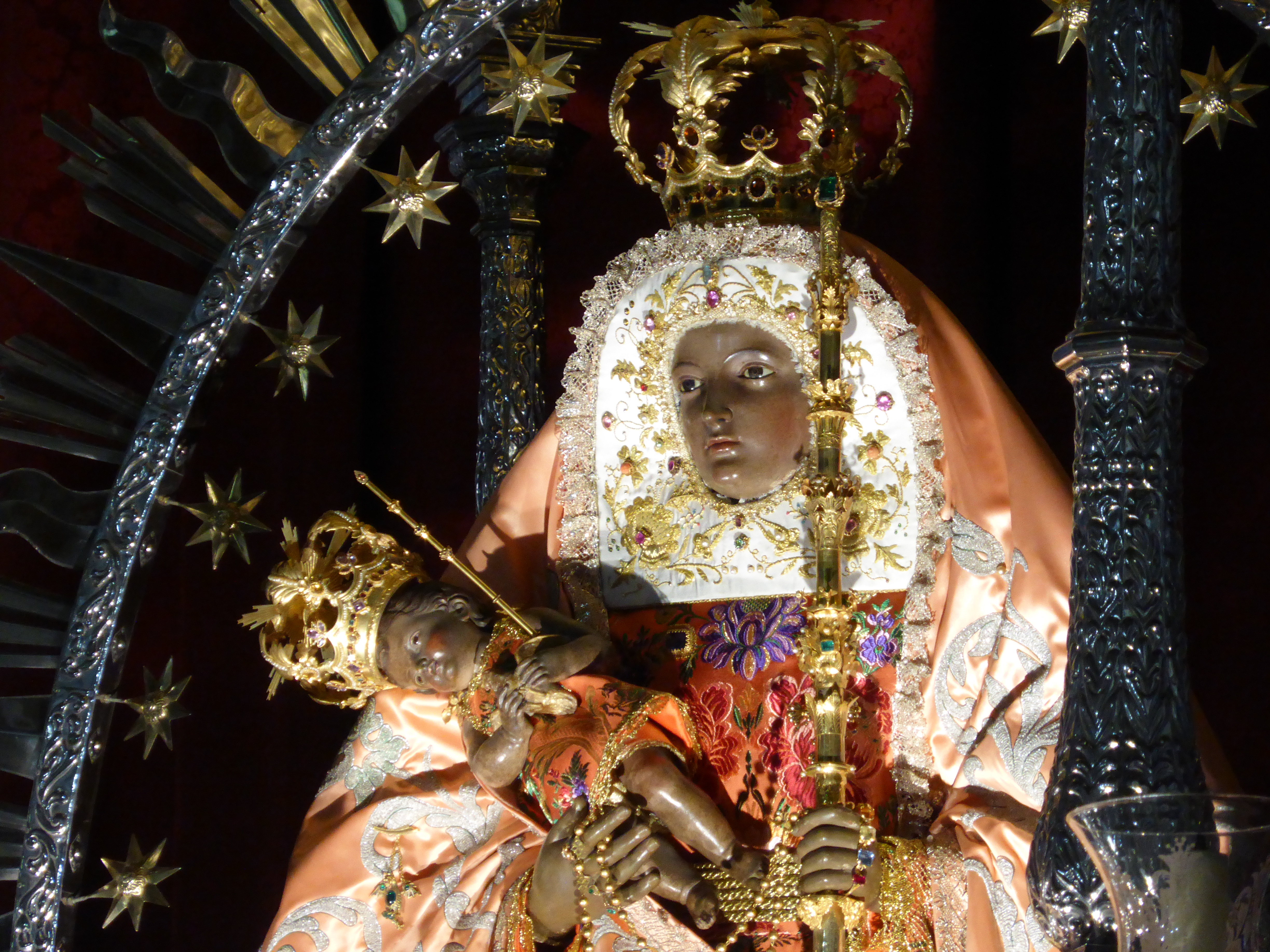
La Virgen de Candelaria, Patrona de las Islas canarias

En 1341, una expedición de tres barcos patrocinada por el rey Alfonso IV de Portugal, partió de Lisboa hacia las Islas Canarias. La expedición pasó cinco meses cartografiando las islas. Esta expedición se convirtió en la base de las reivindicaciones portuguesas sobre las islas.
En 1344, el noble castellano-francés Luis de la Cerda (Conde de Clermont y Almirante de Francia), y embajador francés ante la corte papal en Aviñón, propuso al Papa Clemente VI, conquistar las islas y convertir a los  guanches nativos al cristianismo. En noviembre de 1344, Clemente VI emitió la bula Tu devonitis sinceritas otorgando a Luis de la Cerda el título de soberano "Príncipe de Fortuna".  Clemente también instó a los reyes de Portugal y Castilla a prestar ayuda a la expedición de Cerda. El rey portugués Afonso IV presentó inmediatamente una protesta, al igual que Alfonso XI de Castilla. Los preparativos se retrasaron y no se montó ninguna expedición antes de la muerte de Cerda en 1348.
Las incursiones y ataques de la Reconquista crearon cautivos en ambos bandos, que fueron rescatados o vendidos como esclavos. Durante las guerras dinásticas de la década de 1370, entre Portugal y Castilla, corsarios portugueses y castellanos se dirigieron a Canarias para refugiarse o realizar incursiones de esclavitud.
En 1415, los portugueses capturaron la ciudad de Ceuta y continuaron expandiendo su control a lo largo de la costa de Marruecos. Las empresas portuguesas pretendían competir con las caravanas transaharianas musulmanas, que mantenían el monopolio del oro y el marfil de África occidental. En 1418 los portugueses comenzaron a colonizar las islas Madeira, al principio apreciadas por su madera y más tarde por el azúcar de caña. En 1427 habían llegado a las Azores. Portugal y Castilla continuaron disputándose el control de las Islas Canarias.

## Era de los Descubrimientos

### Creator omnium
La conquista castellana de las islas comenzó en 1402, con la expedición de Jean de Béthencourt y Gadifer de la Salle, por encargo de Enrique III de Castilla. La expedición incluía a dos frailes franciscanos. Lanzarote, y más tarde Fuerteventura y El Hierro fueron ocupadas, y se estableció el Obispado de Canarias.
En 1434, Príncipe Enrique de Portugal intentó invadir Gran Canaria. Cuando un desembarco fue rechazado por los guanches, los habitantes nativos bereberes, la expedición saqueó entonces las misiones castellanas en Lanzarote y Fuerteventura. Una queja fue presentada por Fernando Calvetos, obispo castellano de San Marcial del Rubicón en Lanzarote, apoyado por el arzobispo de Sevilla. Calvetos informó al Papa de los saqueos llevados a cabo por los piratas portugueses. El papa Eugenio IV promulgó el Regimini gregis el 29 de septiembre de 1434, y el Creator Omnium, el 17 de diciembre de 1434, prohibiendo nuevas incursiones en Canarias y ordenando la manumisión inmediata de todos los cristianos conversos esclavizados durante el ataque.
Mientras que Creator omnium se promulgó en respuesta a las depredaciones portuguesas sobre los asentamientos castellanos en Canarias, al mes siguiente el papa Eugenio promulgó la más amplia Sicut Dudum, indicando que los esclavistas castellanos no estaban exentos y exigiendo que los residentes en las Islas Canarias que hubieran sido esclavizados debían ser liberados en un plazo de quince días a partir de la publicación de la bula bajo pena de excomunión.

### Dum diversas
Según Stanley G. Payne, 

"[L]a expansión de la fe estaba inextricablemente entrelazada con la gloria militar y el beneficio económico. Por eso es ocioso preguntarse, como se hace con frecuencia, si los pioneros portugueses y los conquistadores castellanos estaban más motivados por la codicia o por el celo religioso. En la ideología expansionista de las cruzadas hispanas, ambos iban de la mano.

Cuando el Islam representó una seria amenaza militar para la Italia medieval y Europa Central a mediados del siglo XV, el Papa Nicolás V intentó unir a la Cristiandad contra ellos, pero fracasó. Entonces concedió a Portugal el derecho a someter e incluso esclavizar a musulmanes, paganos y otros infieles en la bula papal Dum Diversas (1452). Al año siguiente se vio la Caída de Constantinopla a manos del Invasores musulmanes. Varias décadas después, los colonizadores y misioneros europeos extendieron el catolicismo por América, Asia, África y Oceanía. El papa Alejandro VI había concedido los derechos coloniales sobre la mayoría de las tierras recién descubiertas a España y Portugal. Bajo el sistema del patronato, sin embargo, las autoridades estatales, y no el Vaticano, controlaban todos los nombramientos clericales en las nuevas colonias. Así, la Bula Papal de 1455 Romanus Pontifex concedió al Portugués todas las tierras situadas detrás del Cabo Bojador y permite reducir a los paganos y otros enemigos de Cristo a la esclavitud perpetua.
Más tarde, la Bula Papal de 1481 Aeterni regis concedió todas las tierras al sur de las Islas Canarias al Portugal, mientras que en mayo de 1493 el Papa Alejandro VI, nacido en España, decretó en la Bula Inter caetera que todas las tierras al oeste de un meridiano a sólo 100 leguas al oeste de las Cabo Verde debían pertenecer al España mientras que las nuevas tierras descubiertas al este de esa línea pertenecerían a Portugal. Otra bula, Dudum siquidem, hizo algunas concesiones más a España, y las disposiciones del Papa fueron modificadas por el Tratado de Tordesillas de 1494, negociado entre España y Portugal.
Tras el descubrimiento de América, muchos de los clérigos enviados al Nuevo Mundo empezaron a criticar a España y el trato que la Iglesia daba a los pueblos indígenas. En diciembre de 1511, Antonio de Montesinos, un fraile dominico, reprendió abiertamente a los gobernantes españoles de La Española por su "crueldad y tiranía" en el trato con los nativos. El rey Fernando II promulgó las Leyes de Burgos y Valladolid en respuesta. Sin embargo, su aplicación fue poco estricta y las Leyes Nuevas de 1542 adoptaron una línea más firme. Esto provocó una revuelta entre los colonos españoles, y el gobierno, alarmado, dio marcha atrás, suavizando el efecto de las leyes. Algunos historiadores culpan a la Iglesia de no hacer lo suficiente para liberar a los indios; otros señalan a la Iglesia como la única voz que se alzó en favor de los pueblos indígenas. El asunto provocó una crisis de conciencia en la España del siglo XVI. La reacción de escritores católicos como Bartolomé de Las Casas y Francisco de Vitoria condujo al debate sobre la naturaleza de los derechos humanos y al nacimiento del derecho internacional moderno. Los franceses, ingleses, y holandeses reacciones contra los monopolios marítimos concedidos a Portugal y España, mientras tanto, culminaron la obra de Hugo Grocio articulando la doctrina de la libertad de los mares.
En 1524, los misioneros franciscanos conocidos como los Doce Apóstoles de México llegaron a lo que es Nueva España, seguidos por los dominicos en 1526, y los agustinos en 1533. Trabajaron duro para convertir a los indios y procurar su bienestar estableciendo escuelas y hospitales. Debido a que algunas personas cuestionaban si los indios eran realmente hombres que merecían el bautismo, el Papa Pablo III en la bula papal Veritas Ipsa o Sublimis Deus (1537) confirmó que los indios eran hombres merecedores. Posteriormente, el esfuerzo de conversión cobró impulso.

### Escuela de Salamanca

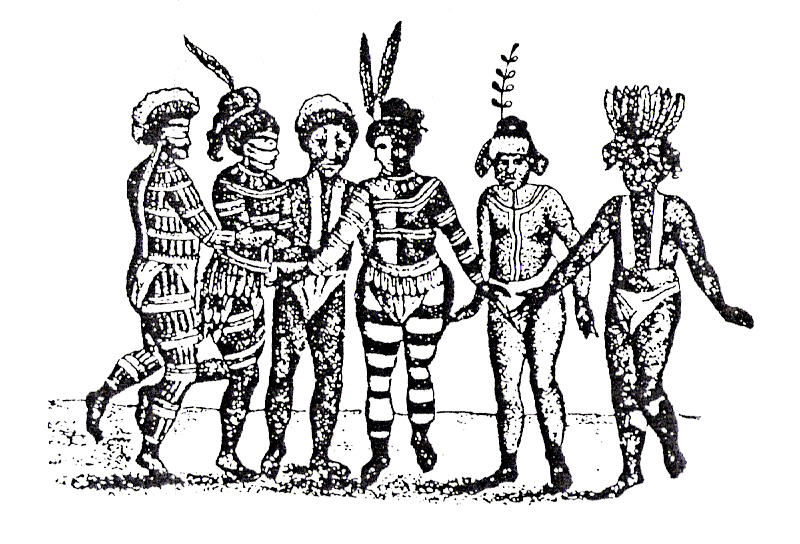
Uno de los primeros visitantes de California dibujó a un grupo de bailarines Costeño en la Misión San José con el cuerpo pintado para asemejarse a los dibujos de los uniformes militares españoles.

La Escuela de Salamanca, que reunió a teólogos como el dominico Francisco de Vitoria (1480-1546), y teólogos posteriores, como el muy influyente jesuita Francisco Suárez (1548-1617), defendieron la existencia de derechos para los pueblos indígenas. Por ejemplo, estos teólogos pensaban que era ilegítimo conquistar otros pueblos por motivos religiosos, o incluso obligar a bautizar a súbditos no cristianos.  Sus opiniones sobre los no creyentes ya se habían establecido en los debates medievales sobre los súbditos judíos y musulmanes de los príncipes cristianos.  Aunque esta opinión no siempre prevaleció, era la tradicional de dominicos y tomistas, y reflejaba la práctica de la Antigüedad tardía y la Alta Edad Media. Sin embargo, aunque esos teólogos limitaban los poderes imperiales de Carlos V sobre los pueblos colonizados, también mencionaban algunas razones legítimas para la conquista.  Por ejemplo, en su opinión, la guerra podía estar justificada si los indígenas negaban el libre tránsito y comercio a los europeos; si obligaban a los conversos a volver a la idolatría; si llegaba a haber un número suficiente de cristianos en la tierra recién descubierta que desearan recibir del Papa un gobierno cristiano; si los indígenas carecían de leyes justas, magistrados, técnicas agrícolas, etc. En cualquier caso, el título tomado según este principio debe ejercerse con caridad cristiana, advertía Suárez, y en beneficio de los indios. Los teólogos más tradicionales legitimaron la conquista al tiempo que limitaban el poder absoluto del soberano, que en otras partes de Europa se celebraba bajo la noción en desarrollo del derecho divino de los reyes.

## Conversiones y asimilación
La conquista fue acompañada inmediatamente por la evangelización, y aparecieron nuevas formas locales de catolicismo. La  Virgen de Guadalupe es una de las imágenes religiosas más antiguas de México, y se dice que se apareció a Juan Diego Cuauhtlatoatzin en 1531. La noticia de la aparición de 1534 en el cerro de Tepayac se extendió rápidamente por México; y en los siete años siguientes, de 1532 a 1538, los indígenas aceptaron a los españoles y 8 millones de personas se convirtieron a la fe católica. A partir de entonces, los aztecas dejaron de practicar sacrificios humanos o formas autóctonas de culto. En 2001 se creó el Movimiento de Amor San Juan Diego italiano, que puso en marcha proyectos de evangelización en 32 estados. Un año después, Juan Diego fue canonizado por el Papa Juan Pablo II.[cita requerida]
Guadalupe suele considerarse una mezcla de las culturas que se funden para formar México, tanto racial y religiosamente. A Guadalupe se le llama a veces la "primera mestiza" o "la primera mexicana". Mary O'Connor escribe que Guadalupe "reúne a personas de distintos patrimonios culturales, al tiempo que afirma su carácter distintivo".
Una teoría es que la Virgen de Guadalupe fue presentada a los aztecass como una especie de "cristianizada" Tonantzin, necesaria para que los clérigos convirtieran a los indígenas a su fe.  Como escribió Jacques Lafaye en Quetzalcóatl y Guadalupe, "así como los cristianos construyeron sus primeras iglesias con los escombros y las columnas de los antiguos templos paganos, con frecuencia tomaron prestadas las costumbres paganas para sus propios fines de culto".
Tales Vírgenes aparecieron en la mayoría de los otros países evangelizados, mezclando el catolicismo con las costumbres locales:
- La Basílica de Nuestra Señora de Copacabana fue construida en Bolivia, cerca de la Isla del Sol donde se creía que había nacido el Dios Sol, en el siglo XVI, para conmemorar la aparición de la Virgen de Copacabana.
- En Cuba se habría visto la Virgen llamada Caridad del Cobre a principios del siglo XVI, caso consignado en el Archivo General de Indias.
- En Brasil Nuestra Señora de la Concepción Aparecida fue declarada en 1929 patrona oficial del país por el papa Pío XI.
- Nuestra Señora de Luján en Argentina.
- La Negrita en Costa Rica.

## Órdenes religiosas

### Jesuitas
.

El Altar de la Parroquia de San Francisco Javier en Nasugbu, Batangas, Filipinas. San Francisco es el principal patrón de la localidad, junto con Nuestra Señora de Escalera

El primer intento de los jesuitas por llegar a China fue realizado en 1552 por San Francisco Javier, sacerdote y misionero del Navarro y miembro fundador de la Compañía. Xavier, sin embargo, murió ese mismo año en la isla china de  Shangchuan, sin haber llegado a tierra firme. Tres décadas más tarde, en 1582, liderado por varias figuras, entre ellas el destacado italiano Matteo Ricci, los jesuitas iniciaron de nuevo la labor de misión en China, introduciendo en última instancia la ciencia, las matemáticas, la astronomía y las artes visuales occidentales en la corte imperial, y llevando a cabo un importante diálogo intercultural y filosófico con eruditos chinos, en particular con representantes del confucianismo. En la época de su mayor influencia, los miembros de la delegación jesuita eran considerados algunos de los consejeros más valiosos y de mayor confianza del emperador, ocupando numerosos puestos de prestigio en el gobierno imperial. Muchos chinos, entre ellos notables ex eruditos confucianos, adoptaron el cristianismo y se hicieron sacerdotes y miembros de la Compañía de Jesús.
Entre el siglo XVIII y mediados del XIX, casi todos los misioneros occidentales en China se vieron obligados a llevar a cabo sus enseñanzas y otras actividades de forma encubierta.
En otros lugares, el misionero jesuita Francisco Javier introdujo el cristianismo en Japón. A finales del siglo XVI, decenas de miles de japoneses seguían el catolicismo romano. El crecimiento de la Iglesia se detuvo en 1635 bajo el Shogun Tokugawa Iemitsu que, en un esfuerzo por aislar al país de influencias extranjeras, inició una severa persecución de los cristianos. Se prohibió a los japoneses salir del país y a los europeos entrar. A pesar de ello, una población cristiana minoritaria sobrevivió hasta el siglo XIX.
.

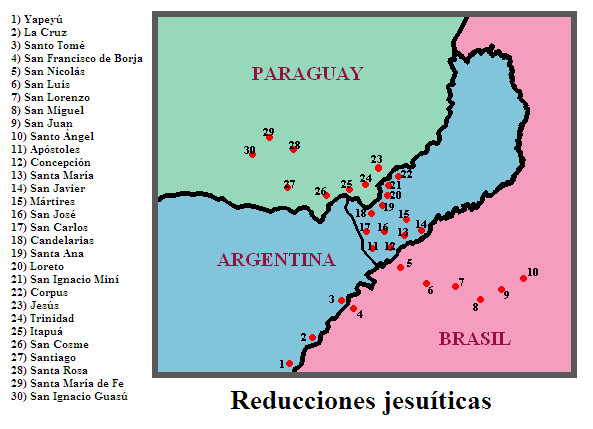
Localización de las más importantes Reducciones Jesuíticas en el Cono Sur, con las actuales divisiones políticas

En América del Sur, los jesuitas protegieron a los pueblos nativos de la esclavitud estableciendo asentamientos semiindependientes llamados reducciones. El papa Gregorio XVI, desafiando la soberanía española y portuguesa, nombró a sus propios candidatos como obispos en las colonias, condenó la esclavitud y el comercio de esclavos en 1839 (bula papal In supremo), y aprobó la ordenación del clero nativo a pesar del racismo del gobierno.
Muchos edificios erigidos por los jesuitas siguen en pie, como la  Catedral de San Pablo en Macao y la Santísima Trinidad de Paraná en Paraguay, un ejemplo de Reducción jesuítica.

## Imperios y misiones

### Misiones españolas
En Las Californias provincia de Nueva España en América, la Iglesia católica expandió sus misiones en cooperación con el gobierno y el ejército españoles para colonizar California, surgiendo como respuesta a las noticias de la presencia de Rusos y Británicos tramperos y comerciantes en la región. Fray Junípero Serra, el sacerdote franciscano a cargo de este esfuerzo, fundó una serie de misiones que se convirtieron en instituciones económicas, políticas y religiosas. Estas misiones trajeron grano, ganado y un nuevo hogar para los nativos americanos de California. No tenían inmunidad a las enfermedades europeas, con las caídas consiguientes población tribal indígena.  Sin embargo, al llevar la civilización occidental a la zona, estas misiones y el gobierno español han sido considerados responsables de acabar con casi un tercio de la población nativa, principalmente a causa de las enfermedades. Se establecieron rutas terrestres desde Nueva España (México) que dieron como resultado el establecimiento de una misión y un presidio (fuerte) - ahora San Francisco (1776), y un pueblo (ciudad) - ahora Los Ángeles (1781).

### Misiones francesas
El esfuerzo colonial francés comenzó más tarde que el de los españoles o portugueses.

#### Hawaii: El incidente francés (1839)
Bajo el gobierno de Kaʻahumanu la viuda protestante recién convertida de Kamehameha el Grande, el catolicismo era ilegal en Hawaii y los jefes leales a ella deportaron a la fuerza a sacerdotes franceses en el Artemise. Los nativos hawaianos Los conversos católicos fueron encarcelados y los  ministros protestantes ordenó que fueran torturados.[cita requerida]  Los prejuicios contra los misioneros católicos franceses se mantuvieron bajo el reinado de su sucesor, el Kuhina Nui Ka'ahumanu II.
En 1839 Capitán Laplace de la fragata francesa Artémise navegó a Hawaii con órdenes de
destruir la impresión malévola que usted encuentra establecida en detrimento del nombre francés; rectificar la opinión errónea que se ha creado en cuanto al poder de Francia; y hacer comprender bien que sería ventajoso para los jefes de esas islas del Océano comportarse de tal manera que no incurran en la cólera de Francia. Exigiréis, si es necesario con toda la fuerza que os corresponde, una reparación completa por los agravios que se han cometido, y no abandonaréis esos lugares hasta que hayáis dejado en todas las mentes una impresión sólida y duradera.

## Secularización y descolonización
La descolonización en América Central y del Sur comenzó con las revoluciones de la década de 1820, y todos los países se independizaron entonces, excepto Puerto Rico y Cuba en 1898. Los líderes se inspiraron en la Revolución Americana y la Revolución Francesa de finales del siglo XVIII.

## Surgimiento de la Iglesia católica estadounidense
A finales del siglo XVIII y principios del XIX, la Iglesia Católica Romana experimentó dificultades únicas dentro de los Estados Unidos de América. "A diferencia de todas las iglesias protestantes de Estados Unidos, la Iglesia Católica Romana dependía para su identidad de mantener la unidad doctrinal y administrativa con una autoridad de base europea"  El papado se mostró cauteloso ante la libertad que se respiraba en Estados Unidos, ya que mostraba similitudes con las actitudes que impulsaron la Revolución Francesa. El papado quería preservar la jerarquía de la iglesia en los Estados Unidos.  En esta época, los católicos se encontraban principalmente en Pensilvania y Maryland y estaban muy influenciados por sus vecinos protestantes.  Ellos también querían una iglesia que diera poder a los laicos. En 1788 John Carroll fue nombrado primer obispo de Estados Unidos.  Luchó por equilibrar los deseos de los fideicomisarios estadounidenses de adaptar y dar poder a los laicos y poseer propiedades eclesiásticas con las peticiones de los obispos y la jerarquía de ultramar de preservar la doctrina. Esta controversia se prolongó aproximadamente desde 1780 hasta 1850. Al final, el poder y la autoridad fueron demasiado diferenciales y ganaron los obispos. Esto marcó la creación de la "Iglesia católica estadounidense con los laicos subordinados al sacerdote y al obispo". Este sistema se mantuvo hasta mediados del siglo XX.

### Inicios del sistema escolar católico estadounidense
A principios y mediados del siglo XIX, las escuelas de Estados Unidos estaban muy influenciadas por el protestantismo. Esto creó dificultades con los católicos americanos. Se oponían al canto de himnos protestantes y a la lectura de la Biblia del Rey Jacobo en las aulas. Algunos consejos escolares hicieron cambios para ser más aconfesionales. Las tensiones fueron grandes durante este período de tiempo, ya que los estadounidenses ya temían a la inmigración y a los católicos. Después de varias luchas, por diversas razones, los católicos estadounidenses comenzaron a crear sus propias escuelas en la década de 1840. El arzobispo de la época, John Hughes, insistió en que la educación católica era la principal forma de preservar una enseñanza cristiana adecuada. Citó que la educación a una edad temprana promovía la razón y la experiencia necesarias para una sólida formación religiosa. Llamó a los católicos estadounidenses "a multiplicar nuestras escuelas y a perfeccionarlas". En 1852 los obispos recomendaron que "los niños católicos asistieran únicamente a escuelas que estuvieran bajo el control de la Iglesia".

## sigloXX
.

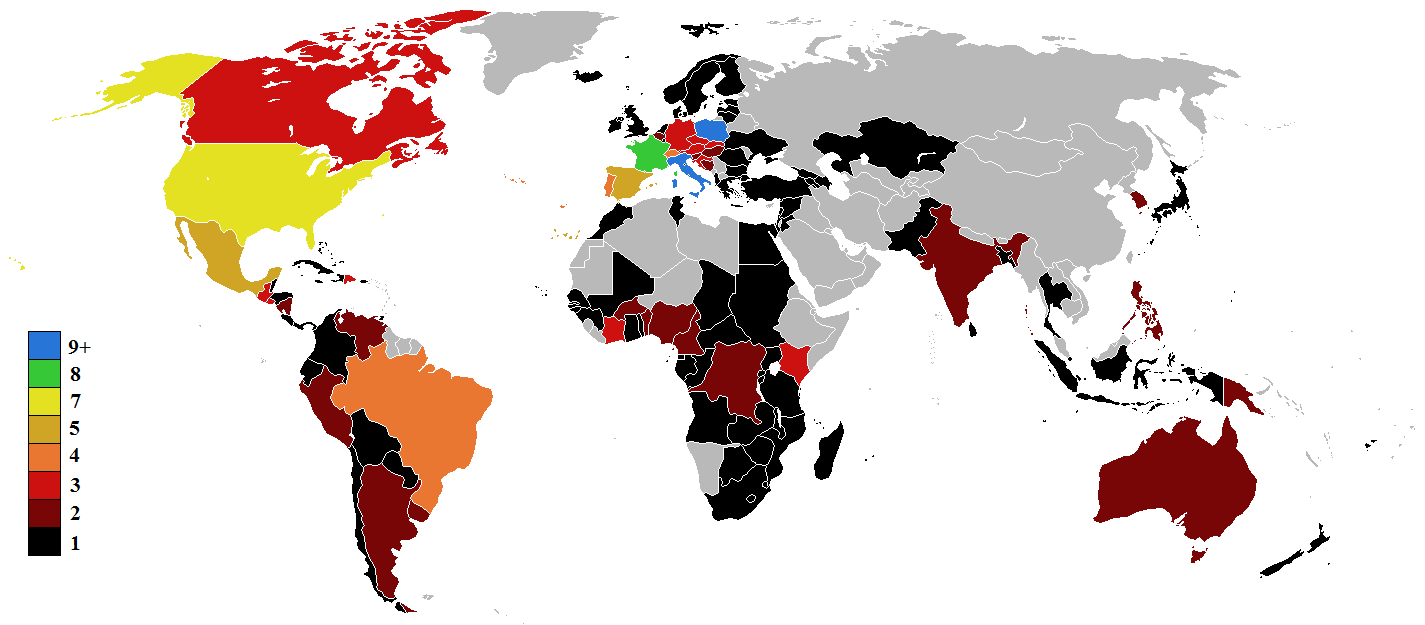
Mapa que indica los países visitados por Juan Pablo II

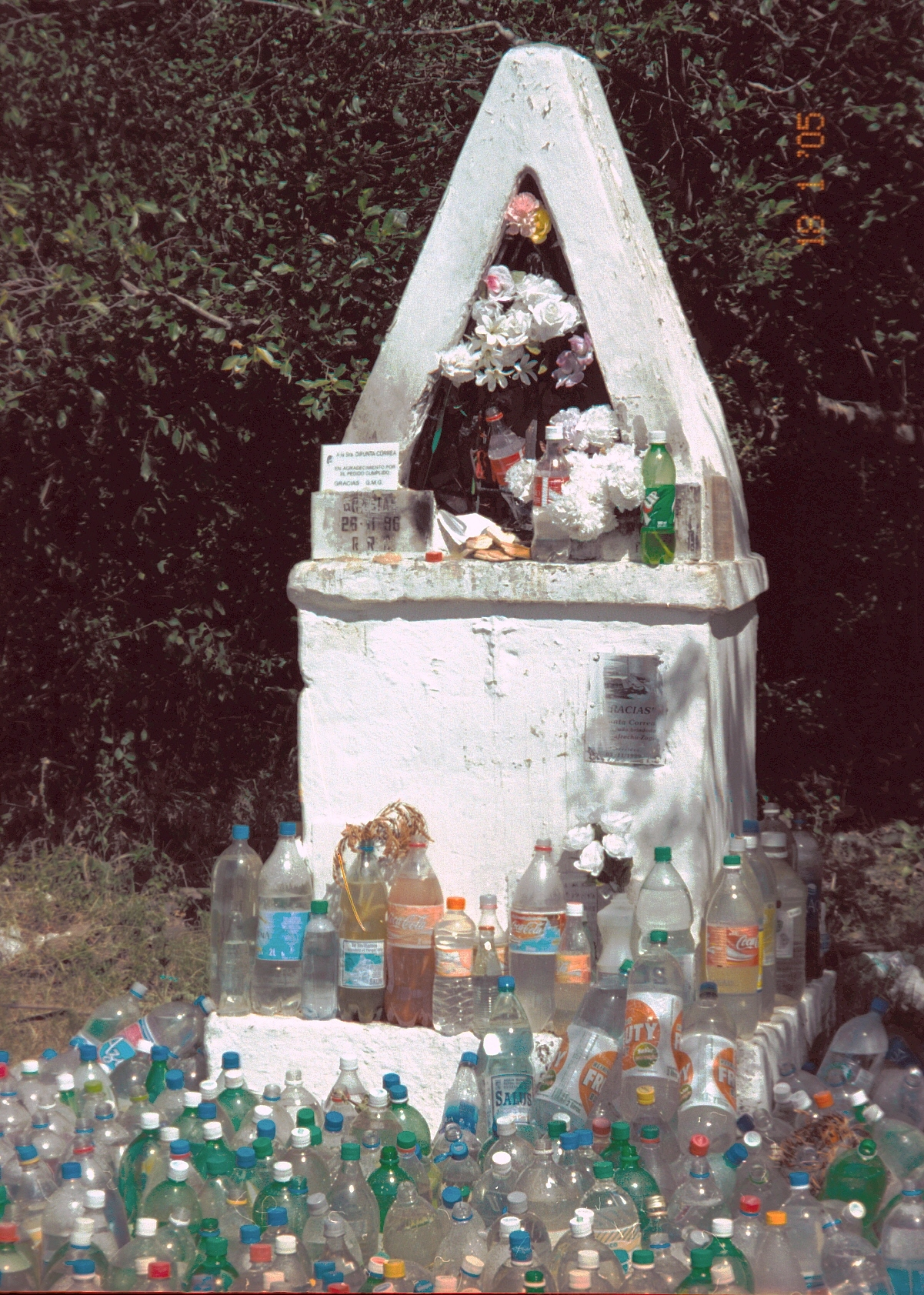
Santuario dedicado a la Difunta Correa, santa semipagana, ubicado en Uruguay, entre las ciudades de Tacuarembó y Paso de los Toros.

La fe católica también se integró en la clase media industrial y postindustrial a medida que ésta se desarrollaba, en particular a través de los movimientos laicos creados a raíz de la encíclica Rerum novarum de 1891 promulgada por el papa León XIII, y que insistía en el papel social de la Iglesia católica romana. A lo largo del siglo XX aparecieron nuevas ceremonias, como la de Fidencio Constantino Sintora (conocido como el Niño Fidencio) (1898-1938) en México, la de la Santa Muerte en México (que ha sido atacada por la Iglesia católica por ser una figura pagana) o la de la Difunta Correa en Argentina. El lugar de peregrinación de esta última fue visitado por 700 000 personas en 2005.

## Legado y cuestiones

### Misiones delsigloXX
Gran parte de la labor misionera católica ha experimentado un profundo cambio desde el Concilio Vaticano II (1962-1965), y ha tomado conciencia explícita de los peligros del imperialismo cultural o la explotación económica. Los misioneros cristianos contemporáneos intentan observar los principios de inculturación en su labor misionera. En la década de 1970, los jesuitas se convertirían en uno de los principales defensores de la teología de la liberación, que apoyaba abiertamente los movimientos antiimperialistas. Fue condenada oficialmente en 1984 y en 1986 por el entonces cardenal Ratzinger (más tarde papa Benedicto XVI) al frente de la Congregación para la Doctrina de la Fe, bajo la acusación de tendencias marxistas, mientras que Leonardo Boff fue suspendido. El proselitismo ha continuado sin embargo a lo largo del siglo XX, siendo América Latina la región con mayor población católica del mundo. Pero desde la década de 1960, el protestantismo evangelismo y nuevos movimientos religiosos han comenzado a competir fuertemente con el catolicismo en Sudamérica, al tiempo que se han desarrollado diversos enfoques de evangelización. En respuesta, el Papa Juan Pablo II realizó frecuentes viajes a este continente, visitando entre otros países Chile durante el gobierno de Pinochet. También apoyó a los movimientos de Renovación Carismática Católica frente a los Movimiento carismático rivales, y a grupos como el Camino Neocatecumenal (que cuenta con cerca de 20 000 comunidades en América Latina y 600 000 miembros solamente), Movimiento de los Focolares, Comunión y Liberación o el Opus Dei, principales vectores del catolicismo romano en la región. En la encíclica de 1990 Redemptoris Missio' (subtitulada Sobre la validez permanente del mandato misionero de la Iglesia), Juan Pablo II subrayó "la urgencia de la actividad misionera" y en la que quiso "invitar a la Iglesia a renovar su compromiso misionero".

### Etnocidio y desafíos
Tras un viaje entre los Baris en América del Sur, el etnólogo Robert Jaulin pidió una convención sobre el etnocidio en las Américas en el Congreso de Americanistas, y, en febrero de 1970, la Sociedad Francesa de Americanistas se reunió con ese fin. Jaulin criticó en particular el papel de los misioneros cristianos hacia las culturas no occidentales.

### Posiciones del papa Francisco
El 9 de agosto de 2019, el Papa sostuvo que el aislacionismo y el populismo conducen a la guerra y afirmó que "el todo es más grande que las partes". La globalización y la unidad no deben concebirse como una esfera, sino como un poliedro: cada pueblo conserva su identidad en unidad con los demás. Mientras que el "soberanismo" implica encerrarse en uno mismo, la soberanía no lo es, argumentó el Papa. El Papa afirmó que hay que defender la soberanía y también proteger y promover las relaciones con otros países, con la Comunidad Europea" Esto se abordará como parte del Sínodo sobre la Amazonia, que involucra tierras en Sudamérica que fueron exploradas durante la Era de los Descubrimientos.